# Le Mesnil-Eury
Le Mesnil-Eury é uma comuna francesa na região administrativa da Normandia, no departamento Mancha. Estende-se por uma área de 3,48 km². Em 2010 a comuna tinha 176 habitantes (densidade: 50,6 hab./km²).